# 吉野博行
吉野 博行（よしの ひろゆき、1948年9月24日 - ）は、ヤマハフットボールクラブの代表取締役社長であった。

## 経歴
静岡県磐田市出身。日本大学商学部卒業後、ヤマハ発動機に入社。
Yamaha Motor Australia Pty、ヤマハ発動機販売社長出向などを経る。
2008年、経営失敗の心労で職責を全うできなくなった馬淵喜勇の後任として、ヤマハフットボールクラブ代表取締役社長に就任。Jリーグにおけるジュビロ磐田史上最悪の成績を収めたシーズンから舵取りを担う。ジュビロ磐田社長就任後は「2011年までにJリーグで優勝」を掲げている。
成績不振を理由に2013年3月末付で社長を退任した。

## 略歴
- 1971年 - 日本大学商学部卒業、ヤマハ発動機入社
- 1989年 - Motorcycle本部第2事業部営業部北米課長拝命
- 1994年 - Yamaha Motor Canada Limited副社長出向
- 1996年 - Yamaha Motor Australia Pty Limited社長出向
- 2000年 - 購買センター長拝命
- 2001年 - Motorcycle事業本部Gｌobal Engineering & Manufacturingセンター調達統括部長拝命
- 2002年 - ヤマハ発動機販売代表取締役専務就任
- 2003年 - ヤマハ発動機販売株式会社代表取締役社長就任
- 2006年 - ヤマハモーター台湾総経理出向
- 2008年 - 2013年3月31日 ヤマハフットボールクラブ代表取締役社長就任[1]